# São Mateus de Oliveira
São Mateus de Oliveira, oficialmente Oliveira (São Mateus), é uma freguesia portuguesa do município de Vila Nova de Famalicão, com 2,85 km² de área e 2418 habitantes (censo de 2021). A sua densidade populacional é 848,4 hab./km².

## História
Oliveira São Mateus nasce para a história em 1033. Em Outubro de 1085 foi fundada a Igreja de Soalhães, que assumiu grande importância na história religiosa nacional.
Nas Inquirições de 1258, voltam as referências a “Sancti Mathei de Soelaes in Carrazedo”. Em 1290, é citada a “Freguesia de Sam Mateus de Soualhães”. Oliveira São Mateus, como designação, surge-nos na documentação, apenas a partir do século XVI, pois anteriormente era denominada de Soalhães.

## Demografia
Nota: Nos censos de 1864 a 1900 estava anexada à freguesia de Delães.
A população registada nos censos foi:
| Distribuição da População por Grupos Etários | Distribuição da População por Grupos Etários | Distribuição da População por Grupos Etários | Distribuição da População por Grupos Etários | Distribuição da População por Grupos Etários |
| -------------------------------------------- | -------------------------------------------- | -------------------------------------------- | -------------------------------------------- | -------------------------------------------- |
| Ano                                          | 0-14 Anos                                    | 15-24 Anos                                   | 25-64 Anos                                   | > 65 Anos                                    |
| 2001                                         | 507                                          | 482                                          | 1688                                         | 398                                          |
| 2011                                         | 332                                          | 291                                          | 1529                                         | 562                                          |
| 2021                                         | 256                                          | 228                                          | 1272                                         | 662                                          |